# Coleophoridae
Coleophoridae là một họ bướm đêm thuộc siêu họ Gelechioidea. Chúng phân bố chủ yếu ở vùng Palearctic, và hiếm hơn ở vùng cận Sahara, Nam Mỹ và Úc; chúng có nguồn gốc từ bắc Á-Âu.

### Các chi đặc trưng
Các chi chỉ mới trong giai đoạn đặt tên tạm, được một số tác giả đồng ý:
- Augasma
- Coleophora
- Corythangela
- Enscepastra
- Goniodoma
- Iriothyrsa
- Ischnophanes
- Ischnopsis
- Macrocorystis
- Metriotes
- Nasamonica
- Porotica
- Sandaloeca